# 장영찬
장영찬(張泳贊, 1927년 ~ ?)은 대한민국의 국악인이다. 

## 생애
전라북도 순창에서 태어났다. 그의 아버지는 근세의 명창인 장판개이다. 어려서 조상선으로부터 배우고, 뒤에 정응민에게서 배워 강산제 보유자가 되었다. 《심청가》가 그의 특기이다. 국극사 등에서 창극에도 재주를 보였다. 판소리로 전국 국악경연대회를 비롯하여 몇 개의 상을 받은 적이 있다. 

## 참고 문헌
- 이 문서에는 다음커뮤니케이션(현 카카오)에서 GFDL 또는 CC-SA 라이선스로 배포한 글로벌 세계대백과사전의 내용을 기초로 작성된 글이 포함되어 있습니다.